# 2,6-ルチジン
2,6-ルチジン (2,6-lutidine) は、天然に産出する複素環式化合物のひとつ。コールタールや骨炭に含まれる塩基性の成分中から単離された。ピリジンの 2,6位が2個のメチル基で置き換わった構造を持つ。ピリジンに似た臭いを持つ無色の液体。
有機合成において 2,6-ルチジンは、立体障害のために求核性が低い塩基として用いられる。例えば、トリアルキルシリルトリフラートでヒドロキシ基をシリルエーテルとして保護する場合などが挙げられる。